# Bematistes indentata
Bematistes indentata är en fjärilsart som beskrevs av Butler 1895. Bematistes indentata ingår i släktet Bematistes och familjen praktfjärilar. Inga underarter finns listade i Catalogue of Life.